# Sobre la base de la moralidad
Sobre la base de la moralidad (en alemán: Ueber die Grundlage der Moral, 1840) es una de las principales obras éticas de Arthur Schopenhauer, en la que sostiene que la moralidad se deriva de la compasión. Schopenhauer comienza con una crítica del tratado Fundamentación de la metafísica de las costumbres de Kant, que consideró como la explicación más clara de la ética kantiana.

## Historial de publicaciones
Sobre la base de la moralidad se escribió para un concurso de redacción de una academia danesa. A diferencia del otro ensayo de Schopenhauer sobre ética, "Sobre la libertad de la voluntad", que había sido coronado por una academia noruega, este ensayo no recibió un premio a pesar de ser la única respuesta que había recibido la academia. En el ensayo, Schopenhauer había hecho un comentario despectivo sobre Hegel, y un "Señor. Feuerbach", un hegeliano (c'est tout dire  eso lo dice todo). El juez del concurso de premios, sin embargo, fue autor de una teoría hegeliana de la moral.

### Reacción a la filosofía de Hegel
Tras este incidente, Schopenhauer aprovechó para demostrar que los escritos de Hegel son, como él mismo dice, “una pseudo-filosofía que paraliza todas las facultades mentales, sofoca el pensamiento real y sustituye mediante el uso más atroz del lenguaje a los más huecos, los más desprovistos de sentido, el más irreflexivo y, como confirma el resultado, el revoltijo de palabras más estupefacto”, afirmación que normalmente consideraba demasiado evidente para sustentar argumentos.
Schopenhauer tomó como ejemplo («de la rica selección de absurdos») que Hegel creía que la masa podría volverse más pesada después de ser magnetizada:

Un ejemplo de la especificación existente de la gravedad lo proporciona el siguiente fenómeno: cuando una barra de hierro, equilibrada uniformemente sobre su fulcro, se magnetiza, pierde su equilibrio y se muestra más pesada en un polo que en el otro. Aquí una parte está tan afectada que sin cambiar su volumen se vuelve más pesada;
  el asunto
sin aumento de su masa, se ha vuelto así específicamente más pesado.
Hegel

Schopenhauer comenta que Hegel no solo carecía de conocimientos básicos de física, sino que el «reformador de la lógica» tampoco comprendía la lógica: «Porque, puesto en forma categórica, el silogismo hegeliano dice: "Todo lo que se vuelve más pesado de un lado cae en ese lado; esta barra magnetizada cae hacia un lado: por lo tanto, se ha vuelto más pesada en ese lugar". Un digno análogo de la inferencia:"Todos los gansos tienen dos patas, tú tienes dos patas, por lo tanto, eres un ganso"».
También se comentan otros dos ejemplos. Para evitar “la salida de decir que las altas doctrinas de esa sabiduría son inalcanzables por inteligencias inferiores, y que lo que me parece una tontería es una profundidad sin fondo”, Schopenhauer quiso mostrar que Hegel simplemente escribió tonterías usando ejemplos concretos. Schopenhauer creía que Hegel solo podría haber ganado la aceptación como un pensador serio porque la gente no juzga con su propio intelecto, sino que acepta la autoridad de los demás, especialmente de las academias.

## Estructura
Sobre la base de la moralidad se divide en cuatro secciones. La primera sección es una introducción en la que Schopenhauer ofrece su explicación de la cuestión planteada por la Royal Danish Society y su interpretación de la historia de la ética occidental. En la segunda sección, Schopenhauer se embarca en una crítica de la ética kantiana y el fundamento de la ética de Kant. La tercera sección del trabajo es la construcción positiva de Schopenhauer de su propia teoría ética. La sección final del trabajo proporciona una breve descripción de los fundamentos metafísicos de la ética.

## Fundamento de la moralidad
Las religiones han prometido una recompensa después de la muerte si una persona se portaba bien. Las leyes gubernamentales son motivo para el buen comportamiento porque prometen recompensas y castigos terrenales. El imperativo categórico de  Kant afirmaba que el comportamiento de una persona debería estar de acuerdo con una ley universal. Todos estos, sin embargo, se basan en última instancia en egoísmo egoísmo psicológico. «Si una acción tiene como motivo un objetivo egoísta», escribió Schopenhauer, «no puede tener ningún valor moral». La doctrina de Schopenhauer era que la moralidad se basa en "el fenómeno cotidiano de la compasión, la  participación  inmediata, independiente de todas las consideraciones ulteriores, principalmente en el  sufrimiento de otro, y, por tanto, en la prevención o eliminación de la misma. Solo en la medida en que una acción ha surgido de la compasión tiene valor moral; y toda acción resultante de cualquier otro motivo no tiene ningún valor". La compasión no es egoísta porque la persona compasiva no se siente diferente de la persona o animal que sufre. A pesar de que la víctima es experimentada como un ser externo, «yo, sin embargo, lo siento con él, lo siento como mío, y no dentro de mí, sino en otra persona Pero esto presupone que hasta cierto punto me he identificado con el otro hombre y, en consecuencia, la barrera entre el ego y el no ego está por el momento abolida». Schopenhauer, por tanto, consideró cierto que «la compasión, como único motivo no egoísta, es también el único genuinamente moral.»

## Mérito de Kant
Schopenhauer declaró que la verdadera base de la moralidad es la compasión o la simpatía. La moralidad de una acción puede juzgarse de acuerdo con la distinción de Kant de tratar a una persona como un fin y no como un mero medio. Al trazar la distinción entre egoísmo y desinterés, Kant describió correctamente el criterio de moralidad. Para Schopenhauer, este era el único mérito de la «base de la metafísica de la moral» de Kant.

## Recepción
Según Schrödinger, Schopenhauer había resuelto uno de los dos problemas fundamentales de la ética: «Pero permítanme decir una vez más: no estaba tratando de mostrar los motivos que conducen a la acción ética, aquí para exhibir un nuevo "fundamento para la moralidad". Schopenhauer, lo sabemos, hizo eso, y es poco probable que en esta dirección haya algo esencial que agregar todavía a lo que dijo».